# セルトリ細胞腫
セルトリ細胞腫（Sertoli cell tumour）は、セルトリ細胞からなる性索性腺間質性腫瘍である。精巣または卵巣に発生する。非常に稀な疾患で、一般的に35歳から50歳の間に発症する。典型的な高分化型の腫瘍で、よく似ていることから精上皮腫と誤診される事がある。
セルトリ細胞とライディッヒ細胞の両方から成る腫瘍は、セルトリ・ライディッヒ細胞腫として知られている。

## 概要
男性の場合、セルトリ細胞腫は典型的に精巣の腫瘤または硬結として現れ、その存在は、エストロゲンを産生する場合は女性化乳房（25％）を、アンドロゲンを産生する場合は男児の仮性思春期早発症を伴う事がある。

## 診断

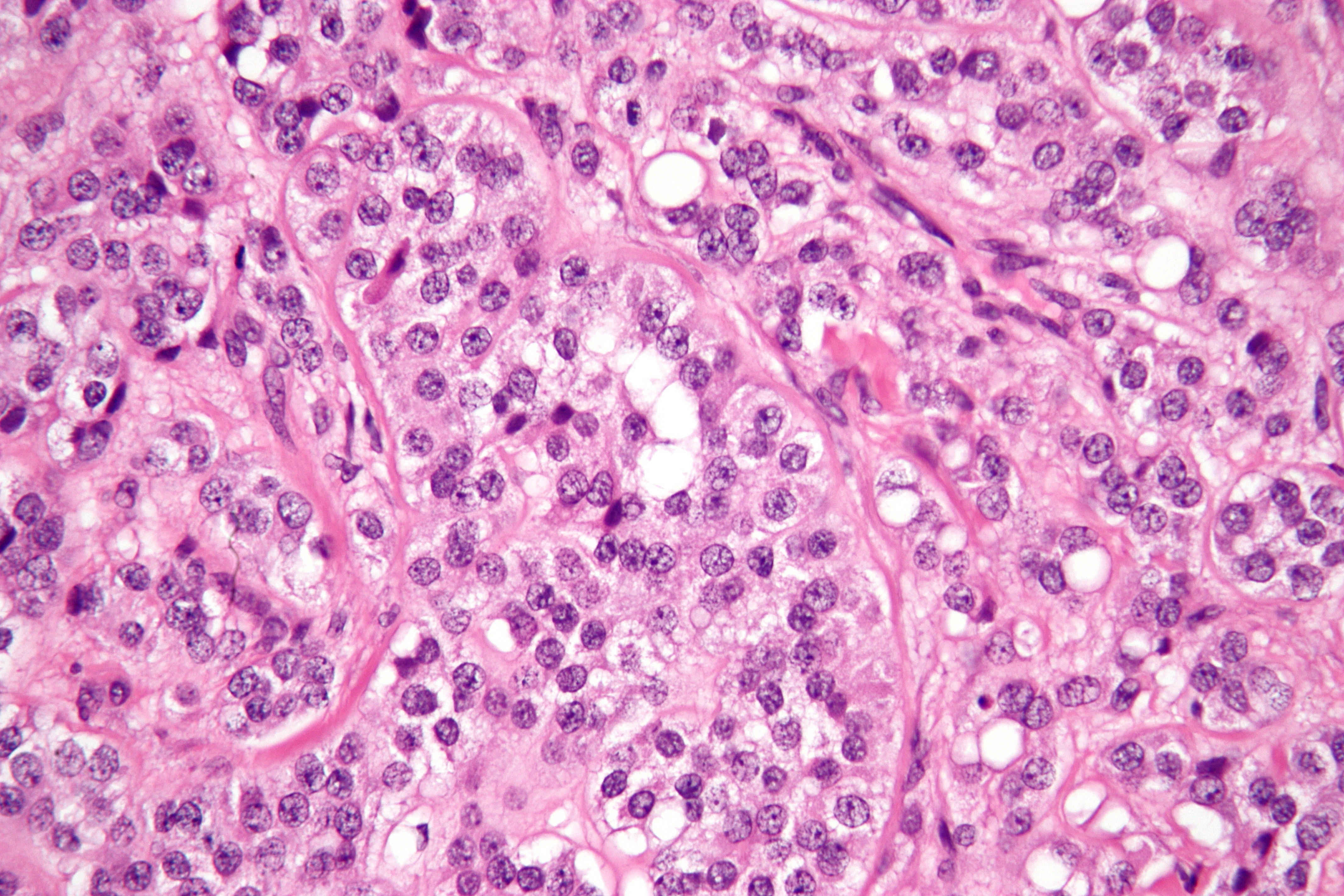
セルトリ細胞腫の高倍率顕微鏡写真（H&E染色）

超音波検査では、セルトリ細胞腫は低エコーの精巣内病変として現れ、通常は単発である。しかし、大細胞型のサブタイプでは、大きな石灰化領域を伴う多発性・両側性の腫瘤として現れることがある。MRIを実施する事もあるが、これは通常、決定的なものではない。
顕微鏡検査や免疫組織化学検査は、特にセミノーマが疑われる場合に、確定診断を下す唯一の方法である。

## 治療
男性の場合、画像診断で腫瘍を特定する事が難しく、睾丸切除術を行う事が多い。セルトリ細胞腫瘍の大部分は良性なので、これで充分である。化学療法や放射線療法の有用性は証明されていない。

## ヒト以外の場合
セルトリ細胞腫瘍は、アヒル、イヌ、ウマ等の他の動物でも発生することが知られている。

## その他の画像

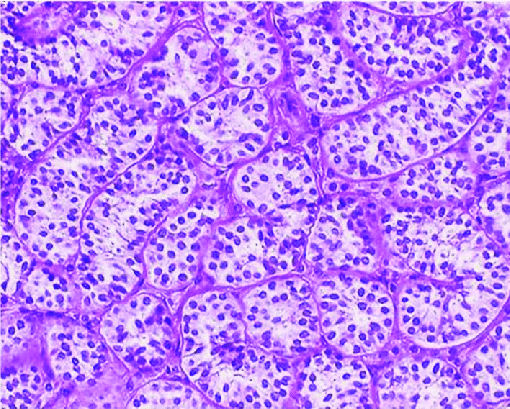
セルトリ細胞腫の高倍率顕微鏡写真：セルトリ細胞細管が確認出来る。（H&E染色）